# Triioduro di tallio
Il triioduro di tallio è un composto del tallio e dello iodio con formula TlI3.
È formato dagli ioni Tl+ e I3-. A differenza degli altri trialogenuri di tallio,che contengono tallio (III), il triioduro di tallio è un sale di tallio(I) e contiene lo ione triioduro. Viene sintetizzato facendo evaporare una soluzione acquosa di Tl+ e I2 in ioduro di idrogeno (HI) concentrato. 
Diversamente dagli altri trialogenuri di tallio non si può ottenere Tl3+(I-)3 poiché i potenziali di riduzione delle coppie Tl3+/Tl+ e I2/2I- fanno sì che lo iodio riduca il tallio a monopositivo. Un eccesso di iodio non sposta ulteriormente la reazione verso i prodotti, ma stabilizza il tallio tripositivo per formazione del complesso [TlI4]-:
{\displaystyle {\ce {TI^{3+}\ +\ 2I^{-}->TI^{+}\,\,\,\,}}} con {\displaystyle \,\,\,\,\mathrm {E_{I^{0}}=1,252} }
{\displaystyle {\ce {I2\ +\ 2e^{-}->2I^{-}\,\,\,\,}}} con {\displaystyle \,\,\,\,\mathrm {E_{I^{0}}=0,5355} }
Pertanto la reazione favorita è la riduzione di TI3+ a TI+ (1,252>0,5355).
In ambiente debolmente alcalino precipita l'ossido di tallio(III):
{\displaystyle {\ce {2TlI3\ +\ 6OH^{-}->Tl2O3\downarrow \ +\ 6I^{-}\ +\ 3H2O}}}
La molecola di TlI3 non segue la regola dell'ottetto, per cui è una molecola ipervalente.

## Struttura e preparazione
Il triioduro di tallio ha una struttura simile al triioduro di ammonio (NH4I3), al triioduro di cesio (CsI3) e al triioduro di rubidio (RbI3). Lo ione triioduro in TlI3 è quasi lineare, ma è asimmetrico con un legame iodio-iodio più lungo dell'altro. Per fare un confronto, le dimensioni degli ioni triioduro, Ia-Ib-Ic, nei diversi composti sono mostrate di seguito:
| composto | Ia–Ib (pm) | Ib–Ic (pm) | angolo (°) |
| -------- | ---------- | ---------- | ---------- |
| TlI3     | 306,3      | 282,6      | 177,90     |
| RbI3     | 305,1      | 283,3      | 178,11     |
| CsI3     | 303,8      | 284,2      | 178,00     |
| NH4I3    | 311,4      | 279,7      | 178,55     |

Il triioduro di tallio può essere preparato mediante evaporazione di quantità stechiometriche di ioduro di tallio(I) (TlI) e iodio in acido iodidrico acquoso concentrato, oppure facendo reagire ioduro di tallio(I) con iodio in etanolo.